# Clan Takigawa
Del clan Takigawa (滝 川 氏) de la província d'Owari es desconeixen els seus orígens, però se sap que gràcies a Takigawa Kazumasu el clan va tenir gran importància durant el segle xvi (durant el període Sengoku). Kazumasu va ser un general a les ordres d'Oda Nobunaga i, més tard, de Toyotomi Hideyoshi. Després de la mort de Kazumasu el clan va perdre importància.